# Krušiny
Krušiny jsou malá vesnice, část obce Velké Všelisy v okrese Mladá Boleslav. Nachází se asi 2,5 kilometru jihovýchodně od Velkých Všelis. Krušiny leží v katastrálním území Velké Všelisy o výměře 6,13 km².

## Historie
První písemná zmínka o vesnici pochází z roku 1834.